# Ванина Вецина
Ванина Димитрова Вецина е български инженер и политик от Продължаваме промяната. Народен представител от коалиция „ПП – ДБ“ в XLIX народно събрание. Била е областен управител на област Монтана в периода януари – август 2022 г.

## Биография
Ванина Вецина е родена на 26 април 1974 г. в град Берковица, Народна република България. Завършва УАСГ в София със специалност инженер-геодезист, и втора магистратура „Европейска публична администрация“ в Софийския университет. Придобива професионална квалификация по специалност „Международни отношения и бизнес“ в УНСС, в областта на оценяването-правоспособен оценител в няколко области, а последно – европейски признат оценител на недвижими имоти (REV).

## Политическа дейност
На парламентарните избори през 2023 г. е кандидат за народен представител от листата на коалиция „ПП – ДБ“, водач в 12 МИР Монтана.